# ملتهمة الحمض السهلة
ملتهمة الحمض السهلة (الاسم العلمي: Acidovorax facilis) هي نوع من البكتيريا، سلبية الغرام، تتبع جنس ملتهمة الحمض.